# Al secolo
Al secolo è un'espressione della lingua italiana usata nel contesto della religione cattolica per indicare ciò che nella vita dei religiosi riguarda la passata condizione secolare (es. Padre Eligio, "al secolo" Angelo Gelmini, o Padre Pio, "al secolo" Francesco Forgione).
L'espressione, insieme con il termine "secolare", deriva dal latino saeculum e indica tutto ciò che non appartiene alla religione ma al mondo, ovvero alla vita civile.
L'espressione è usata in senso figurato e scherzosamente per indicare il vero nome di personaggi celebri noti con pseudonimi (es. Sting, "al secolo" Gordon Matthew Thomas Sumner).